# Another Ticket
Another Ticket är ett bluesrockalbum av Eric Clapton som släpptes den 17 februari 1981.

## Låtförteckning
1. "Something Special" – 2:38
2. "Black Rose" (Troy Seals, Eddie Setser) – 3:46
3. "Blow Wind Blow" (Muddy Waters) – 2:59
4. "Another Ticket" – 5:43
5. "I Can't Stand It" – 4:10
6. "Hold Me Lord" – 3:27
7. "Floating Bridge" (Sleepy John Estes) – 6:33
8. "Catch Me If You Can" (Gary Brooker, Clapton) – 4:26
9. "Rita Mae" – 5:05

## Medverkande
- Eric Clapton: Gitarr & Sång
- Chris Stainton: Keyboard
- Albert Lee: Gitarr & Sång
- Gary Brooker: Keyboard & Sång
- Henry Spinetti: Trummor & Percussion
- Dave Markee: Bas